# Avranville
Avranville este o comună franceză situată în departamentul Vosges, în regiunea Grand Est.

## Geografie
Comuna este traversată de râul Maldite, o mic râu care face parte din bazinul hidrografic al Senei.

### Comune limitrofe
| Dainville-Bertheléville (Meuse) |           | Vaudeville-le-Haut (Meuse) |
|                                 |           | Chermisey                  |
| Grand                           | Midrevaux |                            |

### Hidrografie
Comuna se află în regiunea hidrografică „La Seine de la sursa sa până la confluența cu Oise (exclusă)”, în cadrul bazinului Seine-Normandie. Ea este drenată de râul Ornain.
Râul Ornain, cu o lungime totală de 115,9 km, își are izvorul în comuna Grand și se varsă în râul Saulx la Étrepy, după ce traversează 36 de comune.

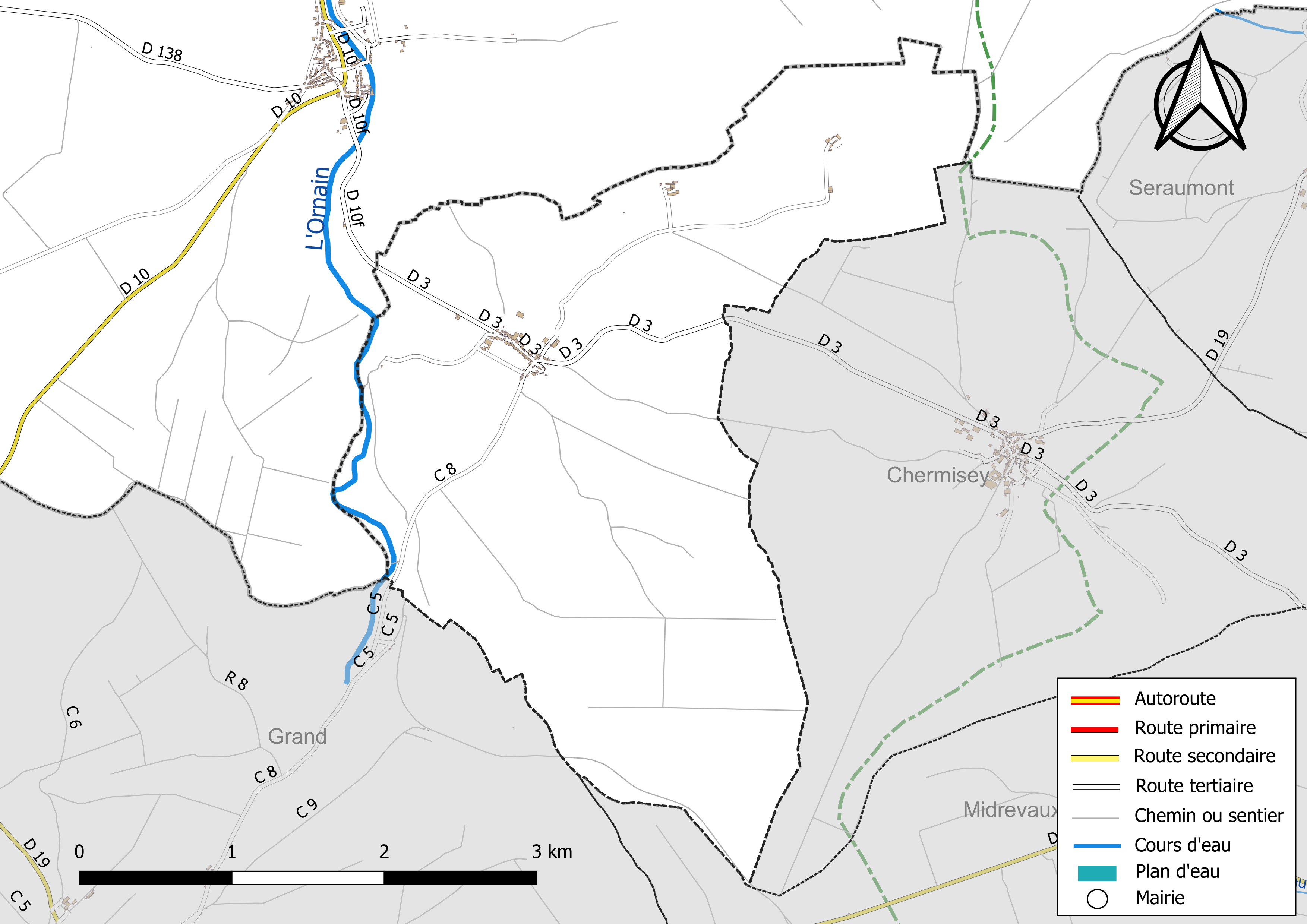
Rețele hidrografice și rutiere Avranville.

### Clima
În 2010, clima comunei era de tip montan, conform unui studiu al Centrului Național de Cercetare Științifică (CNRS) pe baza unui set de date care acoperă perioada 1971-2000 bazat pe o serie de date din perioada 1971-2000. În 2020, Météo-France a publicat o tipologie a climatului pentru Franța metropolitană, în care comuna este caracterizată de un climat oceanic alterat și se află în regiunea climatică Lorena, platoul Langres și Morvan. Această zonă se distinge prin ierni aspre (1,5 °C), vânturi moderate și ceață frecventă în toamnă și iarnă.
Pentru perioada 1971-2000, temperatura medie anuală este de 9,3 °C, cu o amplitudine termică anuală de 16,6 °C. Cumulul anual mediu de precipitații este de 1027 mm, cu 13,8 zile de precipitații în ianuarie și 9,5 zile în iulie. Pentru perioada 1991-2020, temperatura medie anuală observată la stația meteorologică Météo-France cea mai apropiată, „Cirfontaines_sapc”, situată în comuna Cirfontaines-en-Ornois la 11 km în linie dreaptă, este de 10,4 °C și cumulul anual mediu de precipitații este de 904,1 mm. Temperatura maximă înregistrată la această stație este de 40 °C, atinsă pe 12 august 2003; temperatura minimă este de −19,6 °C, atinsă pe 6 februarie 1963.
Parametrii climatici ai comunei au fost estimați pentru mijlocul secolului (2041-2070) conform diferitelor scenarii de emisie de gaze cu efect de seră, bazate pe noile proiecții climatice de referință DRIAS-2020. Aceștia pot fi consultați pe un site dedicat publicat de Météo-France în noiembrie 2022.

## Urbanism

### Tipologie
La 1 ianuarie 2024, Avranville este clasificată drept comună rurală cu habitat foarte dispersat, conform noii grile comunale de densitate în șapte niveluri, definită de INSEE (Institutul Național de Statistică și Studii Economice) în 2022. Comuna se află în afara unității urbane. De asemenea, Avranville face parte din zona metropolitană a orașului Neufchâteau, fiind o comună din periferie. Această zonă, care cuprinde 72 de comune, este clasificată în categoriile de zone cu mai puțin de 50.000 de locuitori.

### Utilizarea terenului
Ocuparea terenurilor din comună, conform bazei de date europene privind ocuparea biogeofizică a solurilor Corine Land Cover (CLC), este marcată de predominanța terenurilor agricole (59 % în 2018), o proporție aproape echivalentă cu cea din 1990 (58,4 %). Repartiția detaliată în 2018 este următoarea: terenuri arabile (41,3 %), păduri (41 %) și pajiști (17,7 %). Evoluția ocupării terenurilor în comună și a infrastructurilor sale poate fi observată pe diferitele reprezentări cartografice ale teritoriului: harta Cassini (secolul XVIII), harta de stat-major (1820-1866) și hărțile sau fotografiile aeriene ale IGN pentru perioada actuală (1950 până în prezent).

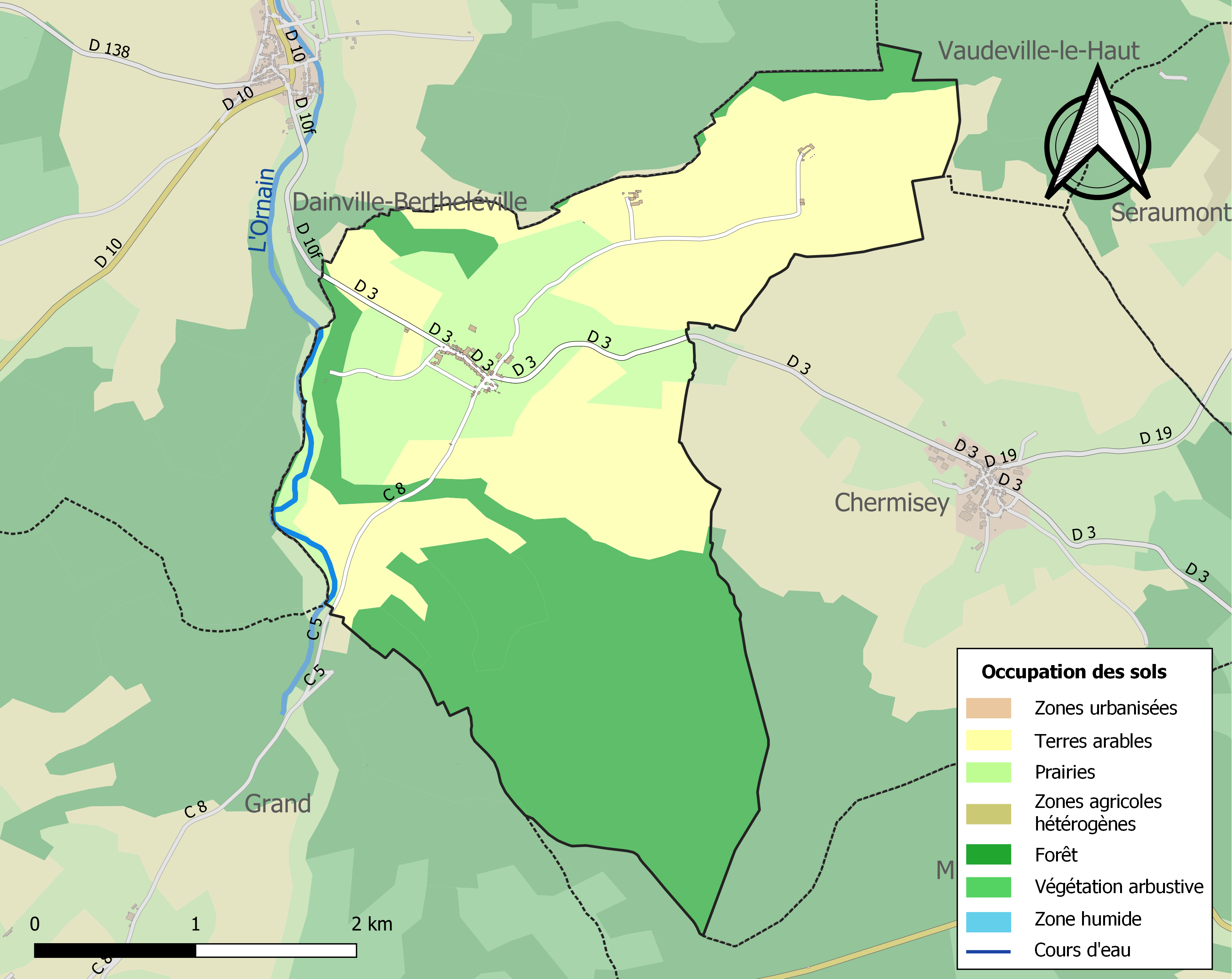
Harta infrastructurii și utilizării terenului a comunei în 2018 (CLC).

## Istorie
Avranville aparținea de seneșalul de Chaumont, prevostul de Grand.
Biserica datează de la începutul secolului al XVIII-lea și făcea parte din dioceza de Toul, în decanatul Gondrecourt. Dreptul de patronaj al parohiei era deținut de catedrala din Toul. Locuitorii satului se bucurau de drepturi de uzufruct în pădurea Gourseaux, care aparținea abației Notre-Dame de Mureau. După Revoluție, a avut loc un lung proces cu administrația Domeniilor, care revendica posesia acestei păduri.
Din 1790 până în anul X (1802), Avranville a făcut parte din cantonul Grand.

## Populația și societatea

### Date demografice
Evoluția numărului de locuitori este cunoscută prin recensămintele populației efectuate în comuna respectivă începând din 1793. Pentru comunele cu mai puțin de 10 000 de locuitori, un recensământ al întregii populații este realizat la fiecare cinci ani, populațiile legale pentru anii intermediari fiind estimate prin interpolare sau extrapolare. Pentru comuna respectivă, primul recensământ exhaustiv în cadrul noului dispozitiv a fost realizat în 2004.
În 2021, comuna număra 70 locuitori, în scădere cu 1,41 % față de 2015 (Vosges: −3,05%, Franța fără Mayotte: +1,84%).
| An        | 1793 | 1821 | 1841 | 1856 | 1876 | 1886 | 1901 | 1921 | 1936 | 1962 | 1982 | 2006 | 2014 | 2021 |
| --------- | ---- | ---- | ---- | ---- | ---- | ---- | ---- | ---- | ---- | ---- | ---- | ---- | ---- | ---- |
| Populație | 223  | 281  | 281  | 277  | 256  | 245  | 190  | 151  | 96   | 98   | 78   | 63   | 72   | 70   |